# Sigil (software)
Sigil è un editor open source per e-book in formato ePub.
Come applicazione multipiattaforma, è distribuito per le piattaforme Microsoft Windows, macOS e Linux sotto la licenza GNU GPL. Sigil supporta sia l'editing WYSIWYG che quello code-based dei file ePub, come l'importazione di file HTML e di file di testo. Dalla versione 0.3.3 (uscita l'8 gennaio 2011) è stata integrata la funzione di validazione degli ePub.

## Storia
Lo sviluppo di Sigil è stato avviato nel 2009 da Strahinja Marković, sostituito da John Schember dal 2011. Il 9 febbraio 2014 Schember ha annunciato la fine del progetto, che però è ripreso il 21 settembre 2014. Dal giugno 2015 lo sviluppo è seguito da Kevin Hendricks e Doug Massay.

## Caratteristiche
- Pieno supporto alle specifiche UTF-16 e EPUB 2;
- Editor WYSIWYG e code-based dei file ePub;
- Supporta l'importazione di file EPUB e HTML, immagini e fogli di stile CSS;
- Visualizzazioni multiple: libro, codice e vista in anteprima;
- Generatore dell'indice con il supporto ai titoli multi-livello;
- Editor di metadati con il supporto completo per tutte le voci di metadati;
- Controllo ortografico con dizionari predefiniti e configurabili dall'utente;
- Pieno supporto alle espressioni regolari (PCRE) in Cerca e sostituisci;
- API integrate per Editor esterni HTML e grafica;
- Integrazione con FlightCrew EPUB per la validazione dell'EPUB.

Sigil supporta pienamente le specifiche EPUB 2, ma limitatamente le specifiche EPUB 3. Da gennaio 2016 con la versione 0.9.3, gli sviluppatori si sono concentrati sul "miglioramento della capacità di Sigil di lavorare e generare ebook epub3 senza perdere nessuna delle sue funzionalità epub2".